# Fraszki (Kochanowski)
Fraszki – zbiór fraszek Jana Kochanowskiego, wydany po raz pierwszy w 1584 w Drukarni Łazarzowej w Krakowie.

## Charakterystyka
Pierwsze wydanie Fraszek ukazało się w 1584. Przygotowane zostało przez samego Kochanowskiego i było zgodne z jego wolą. Około 1598 Jan Januszowski opublikował wydanie, w którym wprowadził zmiany. Usunął dziewięć frywolnych fraszek – jednej z nich (O księdzu) nie opublikował wcale, zaś pozostałe osiem umieścił w dodatku zatytułowanym Dobrym towarzyszom g'woli. Januszowski podał na tym wydaniu datę publikacji taką samą, jak pierwszego wydania – 1584. Do kolejnego wydania dodatek Dobrym towarzyszom nie wszedł.
Fraszki podzielone są na trzy księgi. Kochanowski tworzył fraszki na przestrzeni około dwudziestu lat. Większość z nich powstała w czasie przebywania Kochanowskiego na dworach (1559-1574), pozostałe po przeniesieniu się poety do Czarnolasu. Fraszki w zbiorze nie są ułożone chronologicznie, aczkolwiek w pierwszej i drugiej księdze przeważają fraszki z okresu dworskiego, zaś w trzeciej – czarnoleskiego. Fraszki nie są datowane, jednak zawierają anegdoty, nazwiska bohaterów, adresatów, dzięki czemu można odtworzyć czas powstania niektórych z nich.
Kochanowski był autorem określenia fraszka (wł. frasca – gałązka, drobiazg, bagatela, błahostka) i wprowadził ten typ utworu, pokrewny epigramatowi, do literatury polskiej. Charakter fraszek jest zróżnicowany – obok utworów żartobliwych i frywolnych znajdują się teksty refleksyjne. Fraszki oparte są zarówno na osobistych przeżyciach i autentycznych zdarzeniach, jak i motywach zaczerpniętych z dzieł literackich, zwłaszcza starożytnych. Około 50 fraszek wywodzi się z Antologii greckiej – zbioru epigramatów różnych autorów greckich, przygotowanego w I w. p.n.e.
Większość fraszek pisanych jest do kogoś lub czegoś (Do doktora, Do Jana, Do fraszek), na coś lub na kogoś (Na Barbarę, Na fraszki, Na dom w Czarnolesie), komuś przeznaczonych (Epitafium dziecięciu), o kimś lub o czymś (O gąsce, O miłości). W tytułach określane są też zapożyczenia (Z Anakreonta, Z greckiego).
Metryka fraszek jest zróżnicowana. Spotykany jest pięciozgłoskowiec, siedmiozgłoskowiec, ośmiozgłoskowiec, dwa rodzaje dziesięciozgłoskowca (7+6, 8+5) oraz czternastozgłoskowiec. Używane są wiersze stychiczne, izosylabiczne strofy czterowersowe i trzy sonety o różnej budowie.

## Spis fraszek
| Fraszki księgi pierwsze | Fraszki księgi wtóre | Fraszki księgi trzecie |
| --- | --- | --- |
| 1. Do gościa 2. Na swoje księgi 3. O żywocie ludzkim 4. Z Anakreonta 5. O Hannie 6. Na hardego 7. Na starą 8. Z Anakreonta 9. Do Hanny 10. Do Pawła 11. Na utratne 12. Sen 13. Do paniej 14. Raki 15. O kocie 16. Na nieodpowiedną 17. Na pieszczone ziemiany 18. Na niesłowną 19. Do paniej 20. O chmielu 21. Na nabożną 22. Na grzebień 23. Ofiara 24. O sobie 25. Na Konrata 26. Do Mikołaja Firleja 27. O Łazickim a Barzém 28. O Jędrzeju 29. Do Jósta 30. Do Jakuba 31. Epitafijum Kosowi 32. O tymże 33. O zazdrości 34. O dobrym panie 35. O Kachnie 36. Do gościa 37. Na Barbarę 38. Do Walka 39. Epitafijum Krysztofowi Sienieńskiemu 40. Z Anakreonta 41. Na poduszkę 42. Na frasownego 43. Na stryja 44. Na Świętego Ojca 45. Do Mikołaja Mieleckiego 46. Na łakome 47. Na niesłownego 48. Do Pawełka 49. Na Matusza 50. Na posła papieskiego 51. Na pijanego 52. Na gospodarza 53. Na matematyka 54. O księdzu 55. O gospodyniej 56. Na butnego 57. Za pijanicami 58. O prałacie 59. Do Marcina 60. Na miernika 61. O chłopcu 62. O Hannie 63. Do Stanisława 64. Epitafijum Wojciechowi Kryskiemu 65. Drugie temuż 66. Na pany 67. Do gospodyniej 68. O Staszku 69. Do Kachny 70. O liście 71. Epitafijum Jędrzejowi Żelisławskiemu 72. Do Baltazera 73. Do Pawła Stępowskiego 74. O gospodyniej 75. Na hardego 76. Z Anakreonta 77. Na Sokalskie mogiły 78. Do Jana 79. O doktorze Hiszpanie 80. O ślachcicu polskim 81. Epitafijum dziecięciu 82. Na młodość 83. Na starość 84. Na śmierć 85. Na frasowne 86. Na Fortunę 87. O fraszkach 88. Do Miłości 89. O śmierci 90. Na ucztę 91. Do Chmury 92. O tymże 93. Epitafijum dziecięciu 94. Do Pawła 95. Na Ślasę 96. Epitafijum Wysockiemu 97. Do paniej 98. O Miłości 99. Na kogoś 100. O fraszkach 101. O żywocie ludzkim | 1. Ku Muzom 2. Do Jadwigi 3. O rozwodzie 4. Do Pluta 5. Epitafijum Sobiechowi 6. Na lipę 7. Na wieniec 8. Na różą 9. Do paniej 10. Na łakomego 11. Do Petriła 12. Z greckiego 13. Do przyjaciela 14. Do tegoż 15. Do Stanisława Meglewskiego 16. O Koźle 17. Na Piotra 18. Do Jana 19. O kapellanie 20. O drugim 21. Ofiara 22. Do doktora 23. Do gospodarza 24. Z greckiego 25. O kaznodziei 26. Do Piotra Kłoczowskiego 27. Epitafijum Andrzejowi Bzickiemu, kastelanowi chełmskiemu 28. Tegoż małżonce 29. Do fraszek 30. Ofiara 31. Na toż 32. Z greckiego 33. Do dziewki 34. Do Jędrzeja Patrycego 35. Do doktora 36. Do Wojtka 37. Do snu 38. Z greckiego 39. Na fraszki 40. Do Wojtka 41. O proporcyjej 42. O starym 43. O gościu 44. Do fraszek 45. Do Bartosza 46. Do Anakreonta 47. Na obraz Andrzeja Patrycego 48. Na zachowanie 49. Do doktora 50. Z greckiego 51. Ofiara 52. O Łazarzowych księgach 53. Do Jędrzeja 54. Z greckiego 55. Do Jósta 56. Nagrobek Pawłowi Chmielowskiemu 57. Do Stanisława Porębskiego 58. Z greckiego 59. Do Marcina 60. Do nieznajomego 61. Do Jędrzeja 62. Do Stanisława 63. O Bekwarku 64. Do Wędy 65. O Aleksandrzech 66. Do Hanny 67. Nagrobek Mikołajowi Trzebuchowskiemu 68. Temuż 69. Do doktora Montana 70. Nagrobek opiłej babie 71. Do Wenery 72. Do dziewki 73. O rozkoszy 74. Na Historyją trojańską 75. Nagrobek Adryjanowi doktorowi 76. Do swych rymów 77. Do Anny 78. Do przyjaciela 79. Do Boginiej 80. Do Andrzeja Trzecieskiego 81. Na rym nierozmyślny 82. O Gąsce 83. Na pszczoły budziwiskie do Jego Miłości Pana Wojewody Wileńskiego 84. Do gościa 85. Do pszczół 86. Odpowiedź 87. Do doktora 88. O fraszkach 89. O nowych fraszkach 90. Z Anakreonta 91. Do Anny 92. O Pelopie 93. Nagrobek mężowi od żony 94. O Miłości 95. O Rzymie 96. Do doktora 97. Na Chmurę 98. Nagrobek Annie 99. Do Mikołaja Mieleckiego 100. Do Wojewody 101. Do Montana 102. Nagrobek Stanisławowi Zaklice z Czyżowa 103. Dorocie z Michowa żenie jego 104. Do drużby 105. Do Franciszka 106. Na most warszawski 107. Na tenże 108. Na tenże | 1. Do gór i lasów 2. Do Pana 3. Do gościa 4. Z Anakreonta 5. Z Anakreonta 6. Na lipę 7. O Mikoszu 8. O Miłości 9. Do Miłości 10. Do Miłości 11. Do Miłości 12. Do dziewki 13. Do poetów 14. Do opata 15. O kołnierzu 16. O swych rymiech 17. Do sąsiada 18. Do Reiny 19. Do Jana 20. Do kogoś 21. Na heretyki 22. Do Pawła 23. Do Stanisława Wapowskiego 24. Z greckiego 25. O Necie 26. O Hektorze 27. Do Magdaleny 28. Do fraszek 29. Do Jana 30. O miłości 31. O tejże 32. Do Miłości 33. O duszy 34. Do łask 35. Do doktora 36. Na dom w Czarnolesie 37. Do Pana 38. O fraszkach 39. Do Kachny 40. O łaziebnikach 41. Do Pawła 42. Do Wojewody 43. Do Kachny 44. Do Stanisława 45. Do Pryszki 46. Do Zofijej 47. Epitafijum Erazmowi Kroczewskiemu kuchmistrzowi 48. Nagrobek Stanisławowi Strusowi 49. Do gościa 50. Do Lubimira 51. Nagrobek kotowi 52. Epitafium Jóstowi Glacowi 53. Na zdrowie 54. Nagrobek Rózynie 55. O kapłanie 56. Nagrobek Piotrowi 57. O błaźnie 58. O Marku 59. Do Starosty 60. Do kaznodzieje 61. Do gospodarza 62. Epitafijum Grzegorzowi Podlodowskiemu staroście radomskiemu 63. Do Wacława Ostroroga 64. Małemu wielkiej nadzieje Radziwiłłowi 65. Nagrobek Jej Mości Paniej Wojewodzinej Lubelskiej 66. Drugi 67. Na śklenicę 68. Do Jadama Konarskiego biskupa poznańskiego 69. O koźle 70. Nagrobek Hannie Spinkowej od męża 71. Modlitwa o deszcz 72. Do Mikołaja Firleja 73. Do Starosty muszyńskiego 74. Nagrobek koniowi 75. Człowiek Boże igrzysko 76. Do Mikołaja Wolskiego 77. Gadka 78. Nagrobek Gąsce 79. Temuż 80. O mądrości 81. Do dziewki 82. Nagrobek dwiema braciej 83. Na słup kamienny 84. Marcinowa powieść 85. O flisie |